# Хейдок, Альфред Петрович
Альфред Петрович Хейдок (19 октября 1892, хутор Долес, Козенская волость, Венденский уезд, Лифляндская губерния (ныне Латвия) — 20 июня 1990, Змеиногорск, РСФСР) — русский и советский писатель-прозаик, автор мистическо-романтических новелл и рассказов в «ориенталистском» духе, переводчик.

## Биография
Родился 19 октября 1892 года в нынешней Латвии недалеко от реки Аматa на хуторе Долес в семье владельца мастерской по ремонту сельскохозяйственного оборудования, латыш. В 16 лет по приглашению дяди переезжает в Тверскую губернию, где до Первой мировой войны стал управляющим лесопильного завода.

### Первая мировая война
В 1914 был призван в армию сначала в военно-санитарную организацию великой княгини Марии Павловны, а затем в качестве начальника хозяйственного отдела склада Красного Креста Второй Армии, снабжавшего весь Западный фронт. К 1917 году Хейдок дослужился до офицерского звания. Осенью того же года попал в немецкий плен, в 1918 году был освобождён из него.

### Революция и Гражданская война
После освобождения из немецкого плена, Хейдок возвратился уже в революционную Россию и сразу вступил в ряды белогвардейцев. Прошёл всю Гражданскую войну и окончил её в Благовещенске. Под ожесточённым натиском Красной армии бежал в Китай.

### Начало творчества
В Китае Альфред Петрович Хейдок жил в Харбине, перепробовал множество профессий, пока не стал журналистом и писателем. В декабре 1929 года опубликовал свой первый рассказ «Человек с собакой» в харбинском журнале «Рубеж», впоследствии став постоянным сотрудником журнала и ряда других харбинских газет. В 1940 году вместе с женой Евгенией Сергеевной и двумя сыновьями переселился в г. Шанхай. Там участвовал в создании общества советских журналистов и беллетристов при обществе советских граждан. Возглавлял секцию беллетристов и, когда новообразованное общество получило лицензию от ТАСС на издание журнала «Сегодня», поместил в нём свой рассказ «Сан-Рафаэль». В Шанхае А. П. Хейдок прожил семь лет.

### Встреча с Н. К. Рерихом
В 1934 году состоялась судьбоносная встреча Хейдока с Н. К. Рерихом, который посетил Харбин в рамках своей Маньчжурской экспедиции(1934-1935).

«Я же с детских лет увлекался репродукциями Николая Константиновича. Мне они так понравились, что когда я стал подростком, то пришел к заключению, что Н. К. Рерих — это величайший художник в мире. И неминуемо наша встреча должна была состояться».

Встреча с Рерихом оказала огромное влияние на дальнейшее творчество Хейдока. Он всецело принял философскую систему миропонимания семьи Рерихов — «Живая Этика», став её активным пропагандистом до конца своей жизни.
В 1934 году выходит сборник Хейдока «Звёзды Маньчжурии», предисловие к которому написал Н. К. Рерих.

### Репатриация и лагеря
В 1947 году Хейдок вместе с семьёй получил паспорт советского гражданина и добровольно вернулся в Советский Союз, в г. Североуральск. Работал пожарным, преподавателем английского языка.
Из-за того, что семья Хейдока продолжала свою переписку с семьёй Рерихов, которые жили в Индии, в 1950 арестовали младшего сына Валентина и не выдержав этого потрясения, слабая здоровьем жена Хейдока скончалась через полгода, а потом арестовали и самого Хейдока, конфисковали всё имущество и отправили по лагерям.

«Будучи в заключении, я думал, насколько Ленин был счастливее меня, сидя в царской тюрьме. там он написал большие труды. А мне только один раз дали для заявления кусок бумаги и кончик карандаша. Никаких письменных принадлежностей, ничего не давали. Даже ремень от брюк отняли, и я должен был собственными руками держать брюки».

В 1956 году его выпустили на свободу и он добился полной реабилитации. Осенью того же года переехал в Казахстан, в г. Балхаш, к своему младшему сыну. Там одно время работал библиотекарем, а потом в Казахском научно-исследовательском институте рыбного хозяйства в качестве переводчика английского языка научной литературы. В этот же период им были переведены такие капитальные труды как «Письма Махатм Синнету», третий том «Тайной доктрины» Е. П. Блаватской и два тома её же «Разоблаченной Изиды», а также А. Давид-Неэль — «Мистики и маги Тибета» и ряд других работ.

### Змеиногорск
В июле 1981 года, будучи уже пенсионером, А. П. Хейдок переселился в Алтайский край, г. Змеиногорск. Полностью потеряв зрение, он продолжал диктовать повести, рассказы и эссе. Здесь же он ушел из жизни 20 июня 1990 года, оставив после себя богатое литературное наследие.

## Рассказы, сказки, эссе, очерки
- Человек с собакой (1929 г.);
- Звёзды Маньчжурии (1934 г., сборник);
- Пророки (1935 г.)
- Мотылек (1969 г.)
- Рассказ деда Маркела (1980 г.)
- Змеиногорск (1981 г.)
- Жизнь — Подвиг (1981 г.)
- Ангел последний (1981 г.)
- Две правды (1982 г.)
- Меч Торвальда (1982 г.)
- Мысль — защита (1983 г.)
- Иллюзия тайны (1983 г.)
- Мое путешествие на запад (1986 г.)
- Звёздный путь науки (1986 г.)
- Огонь (1987 г.)
- Духовность (1988 г.)
- Дальние Миры (1988 г.)
- История ржавого, слегка согнутого гвоздя (1988 г.)

### Статьи
- На Алтай, к Хейдоку // Дельфис — № 53 — 2008
- На Алтай, к Хейдоку (окончание) // Дельфис — № 54 — 2008
- Климов В.Г. «Певец любви и радости» // Дельфис —  №25(1) — 2001
- Страницы моей жизни // Дельфис —  30(2) — 2002

### Документальное видео
- Шаг За ГориЗонт. На Алтай к Хейдоку
- Интервью А. П. Хейдока видео-журналу «Беловодье» (1989 г.)
- Альфред Петрович Хейдок. Документальные кадры (1989 г.)